# أبو عثمان المازني
أبو عثمان بكر بن محمد بن عثمان المازني (؟ - 247 هـ) هو نحوي ومتكلِّم من البصرة، ومن أشهر علماء عصره، ويُعدُّ شيخ الطبقة السادسة من المدرسة البصرية في النحو. امتلك المازني براعة في التصريف إلى جانب تعمُّقه في النحو، وهو أوَّل من ألَّف كتاباً مستقلاً يختصُّ بعلم الصرف. وكان للمازني إلى جانب أبي عمر الجرمي دور هام في ترسيخ مبادئ النحو البصري في تلك الفترة واستكمال تدوينه، ومن ثمَّ نقل المذهب البصري إلى تلامذتهما.

## حياته
وُلِدَ المازني في البصرة، وتاريخ ولادته غير معروف، وهو في الأصل مولى بني سدوس، ولكنَّه ترعرع وعاش صباه بين بني مازن بن شيبان بن ذُهل فانتسب إليهم. تأثَّر المازني كثيراً بسيبويه، وكان الكتاب هو الأساس الذي يبني عليه المازني مذهبه في النحو، إلا أنَّه يظلُّ أكثر استقلالاً من صديقه أبي عمر الجرمي، وله آراء خالف فيها سيبويه ورفض شواهده واستدلالاته مثل الإخبار عن «أَلا» ورفض عمل الأوزان «فَعِل» و«فَعِيلا». وأخذ المازني النحو عن معمر بن المثنى وأبي زيد الأنصاري والأخفش الأوسط، وأخذ الأدب عن عبد الملك الأصمعي وأبي عبيدة. وتعمَّق في النحو حتى ذاع صيته وأصبح واحداً من أشهر علماء ذلك العصر، واستحوذ على النحو البصري وعُدَّ شيخ الطبقة السادسة من نحاة البصرة، وبلغ مبلغاً من العلم حتى قيل: «لم يكن بعد سيبويه أعلم من المازني في النحو»، ووضعه الجاحظ ضمن ثلاثة نحاة لم ينازعهم أحد في زمنهم إلى جانب العباس بن فرج الرياشي وأبي إسحاق إبراهيم بن عبد الرحمن الزيادي. خرج المازني إلى بغداد في خلافة المعتصم بالله، وأخذ النحو عن أهلها. استقدمه الخليفة الواثق بالله إلى سامراء، ومكث فيها ردحاً من الزمن ازدادت شهرته وحقَّق نجاحاً كبيراً، وكان الخليفة يُوكِل إليه اختبار العلماء الوافدين، وعلى الرغم من أنَّ الواثق رغَّبَه بالبقاء اعتذر المازني وعاد إلى البصرة ومات هناك في سنة 247.
كثيراً ما يُقارن المازني بالفقهاء، وأجمع الناس على صدقه وأمانته وعلمه وكان العلماء يأخذون الروايات عنه، وكان هو يرى أنَّ «العلم كُله هو الفقه»، قرأ المازني القرآن على يد يعقوب بن إسحاق الحضرمي، وتمكَّن من علم الكلام، وخاض مناظرات فيه، وقال عنه المبرد الذي أخذ عنه النحو: «إذا ناظر أهل الكلام لم يستعن بشيءٍ من النحو، وإذا ناظر أهل النحو لم يستعن بشيءٍ من الكلام».

## مناظراته
عُرِفَ المازني بحذقه وذكائه وقدرته الفائقة على النقاش والجدال وتقديم الحجج، ولم يدخل في مناظرة إلا خرج منها منتصراً. ودخل المازني في مناظرة مع التوزي في حضرة الخليفة الواثق بالله حول بيت أنشدته جارية، وكان البيت الذي يقع عليه الخلاف يُنسب إلى الشاعر الأموي عبد الله بن عمر العرجي يقول فيه: «أظلوم إن مصابكم رجلاً أهدى السلام تحية ظلم»، واختلف من كان بحضرة الواثق حول إعراب «رجلاً»، وتمسَّكت الجارية بما لقَّنها المازني، بنصب «رجلاً»، فطلب الواثق إحضار المازني، فحضر وخاض نقاشاً مع التوزي حول إعراب الكلمة، فكان المازني يقول أنَّها منصوبة على المفعولية والعامل فيها المصدر، وهذا هو الصحيح، أمَّا التوزي فذهب إلى أنَّ «رجلاً» خبر إنَّ، فقال المازني موجِّها حديثه نحو التوزي: «هو بمنزلة قولك: إنَّ ضَرْبَك زيداً ظُلم، فالرجل مفعول مصابكم، وهو منصوب به، والدليل عليه أن الكلام معلق إلى أن تقول ظلم، فيتم [الكلام]»، فاعترف التوزي بصحَّة ما قاله المازني.
وقد اشتهر المازني بمناظرته العلماء أنَّ «بغيا» الأصل فيها فعول وإن كانت على وزن فعيل. ودخل في مناظرة أخرى مع ابن السكيت في مجلس الخليفة المتوكِّل بالله، حول وزن الفعل «نكتل» في الآية: «فَأَرْسِلْ مَعَنَا أَخَانَا نَكْتَلْ»، وانتصر على ابن السكيت. ودخل كذلك في مناظرة أخرى مع الأخفش.

## مصنفاته
على الرغم من المكانة التي وصل إليها المازني في النحو فقد امتنع عن التأليف، وقد سُئِل يوماً عن هذا فقال: «من أراد أن يصنف كتاباً كبيراًًً في النحو بعد كتاب سيبويه فليستحِ»، ولكنَّه تراجع بعد ذلك وألَّف ستة كتب، لم يصلنا منها شيء، ومصنَّفاته كالتالي:
- «التصريف» (أشهر ما كتب على الإطلاق، تبرز أهميَّته التاريخية باعتباره أوَّل كتاب يؤسِّس لعلم الصرف باعتباره مجالاً مستقلاً عن النحو، شرح الكتاب اللغوي الشهير ابن جنِّي في كتابه «المُنصِف على تصريف المازني»).
- «الألف واللام».
- «التصريف».
- «العروض».
- «القوافي».
- «علل النحو».